# Andrej Ľudovít Radlinský
Andrej Ľudovít Radlinský, magyarul Radlinszky Lajos András (Alsókubin, 1817. július 8. – Kutti, 1879. április 26.) bölcseleti doktor, nyelvész, római katolikus plébános.

## Életrajza
Ondrej Radlinský és Alžbeta Bernoláková fia. A gimnáziumot Rózsahegyen, Körmöcbányán és Budán végezte. Az 1833/1834-es tanévet a pozsonyi Emericanumban töltötte, azután a bölcseletet Nagyszombatban, a teológiát rövid ideig Pesten, később Bécsben hallgatta. 1841 áprilisában szentelték fel. Káplán volt Budán, Aranyosmaróton, Steffoltón (ma Štefultov – Istvánháza, Selmecbánya része) és Selmecbányán. 1849-ben Bécsbe ment, és a minisztérium megbízásából a Slovenské Noviny-t szerkesztette. Később Budapestre helyezték át, ahol a Codex civilist lefordította szlovák nyelvre. 1861-ben plébános lett Jókúton (Nyitra vármegye), majd a római Arkadia rendes tagjává választották.

## Munkái
- Radislav a Blanka. Prága, 1841
- Kázeň o swatích púťoch. (Prédikáció a szent zarándoklatokról), Selmecbánya, 1843
- Poklady kazatelského rečníctva ... (A szónoklattan kincsei), Selmecbánya, 1848 (Beszédgyűjtemény I. évfolyama, a II. évf. 1852-53-ban jelent meg)
- Pravopis slovenský s krátkou mluvnicí. (A szlovák helyesírás rövid értekezéssel), Bécs, 1850
- Nábožné výlevy (Vallásos áradozások), Bécs, 1850 (2. kiadás. 1855., 4. kiadás 1870. Uo.)
- Stručný výťach... (rövid kivonat), Buda, 1851
- Výklad nedeľných Evanjelií (A vasárnapi evangéliumok magyarázata), Buda, 1851-52. Két füzet.
- Sobránie rússkich propovjedej izdaváe mych. Uo. 1852 (Orosz egyházi beszédek gyűjteménye. I. kötet)
- Krátka mluvnica slovenská. (Rövid szlovák értekezés) – nyelvtankönyv, Pozsony, 1852 (Hodžával, Hurbannal, Palárikkal, Štúrral, Závodníkkal együtt)
- Wörterbuch zum ersten Bande der Sammlung russischer Reden. Lexicon ad primum tomum collectionis russicorum sermonum. Ofen, 1853
- Náwesti o druhem wydeni modlitobny knihy: Nábožné wylehy srdce katolického krestána. Uo. 1854
- Programma XV Cursuum Dominic. Concionum, praeadductum opus «Všenauka» constituentium. Uo. 1854
- Všenáuka krest. katolicka v 653 káznách nedelnych poriadkom katekismusa. Buda-Szakolcza, 1859-69 (Szent beszédek gyűjteménye)
- Medulla doctrinae christianae catholicae Buda, 1856
- Obnovený budinský kalendár 1856. Uo.
- Dejiny cirkve Ostrihomskej k slávnosti Vysviacania jej novovystavenej Basiliky ... (Az esztergomi egyház története az új építésű bazilikájának felszentelési ünnepére), Buda, 1856
- Vianočný a novoročný darček pre dobré dietky. (Karácsonyi és újévi ajándék kisgyermekeknek) , Buda, 1857
- Kázne sviatočné. (Ünnepi szent beszédek), I. k. Buda, 1857., II. k. Pest, 1860., III. k. Szakolca, 1868
- Expositio s. Liturgiae orientalis ecclesiae catholicae. In 18 sermonibus. In lingua russica. Budae, 1858
- Mennyei hangok. Oktató, szertartásos, életrajzi és énekes imakönyv. Keresztény katholikus hívek használatára. Pest, 1859. Hat fametszettel. (Bpest, 1901. Ism. Religio 1860)
- Cesta života (Az élet útja), Buda, 1860
- Jadro nábožných výlevov... (A vallásos áradozás magva), Buda, 1860. (Bécs, 1867)
- Tatran. Kalendár. Budapest, 1861
- Nauka dobrého vychovávania pre ľud a pre školy (A jó nevelés tudománya az emberek és iskolák számára), Buda, 1863
- Prostonarodnia Biblioteka. Uo. 1863
- Cesta mariánskeho pútnika. (A máriás zarándok útja), Buda, 1864
- Duchovná reč ... (Prédikáció), Szakolca, 1865
- Tri duchovné réči. Szakolca, 1868
- Duchovná reč ... Szakolca, 1868
- Duchovná reč pri ... Pavla Blaho dna 23. Aug. 1868. Uo. 1868
- Obsah celej Všenanky. Uo. 1870
- Dejepis, všeobecny a zvláštny Ukorska svetský a nábozensky. Uo. 1871 (földrajz)
- ( kolnik obsahujúci hviez dovedu ... I. Uo. 1871
- Krížová cesta, DIa Leonarda z Portu Mauricio. Uo. 1872
- Andeliček stražka. Szakolca, 1872 (2. kiadás. Uo. 1882)
- Trúchloreč pri slavnosti odhalenia náhrobnik a Martina Hanuljaka. Túrócszentmárton, 1873
- Nečo všeobecného dejepisu ... Bécs, 1876
- Katolcký spewník ... Uo. 1876
- Rukoveť pútnická. Buda, év n.
- Modlitebný spolok sv. Cirilla a Methoda ... Hely és év n.

Szerkesztette a Katolické Novinyt 1855-től 1865-ig, a Vestniket 1856-ban a Cyrill a Methodot és mellékletét, a Priateľ školy a literatúryt 1859-től, a Slovesnost c. szlovák irodalmi és történelmi lapot 1864-től 1866-ig, az Vzorka dlžného úpisu és más lapokat.